# 호성중학교
호성중학교(虎星中學校)는 대한민국 경기도 안양시 동안구 호계동에 있는 공립 중학교이다.

## 학교 연혁
- 2003년 1월 21일 : 설립인가(일반 9학급, 특수 1학급)
- 2003년 3월 1일 : 초대 양회길 교장 취임
- 2003년 3월 3일 : 제1회 신입생 일반 9학급, 특수 1학급 입학
- 2006년 2월 15일 : 제1회 졸업식 거행 (429명)
- 2022년 9월 1일 : 제8대 이미나 교장 부임
- 2023년 12월 15일 : 제19회 졸업식 거행 190명(누계 6,245명)
- 2024년 3월 4일 : 제22회 신입생 6학급 입학

## 참고 자료
- 호성중학교 - 한국교육학술정보원 학교알리미